# Everton Soares
Everton Sousa Soares (født 22. marts 1996), normalt kendt som bare Everton eller alternativt ved kælenavnet Cebolinha, er en brasiliansk professionel fodboldspiller, som spiller for Série A-klubben Flamengo og Brasiliens landshold.

## Klubkarriere

### Grêmio
Everton begyndte sin karriere hos Grêmio, hvor han gjorde sin førsteholdsdebut i 2014. Han havde sit førsteholdsgennembrud i 2015, og var fra 2016 en fast mand på holdet.

### Benfica
Everton skiftede i august 2020 til Benfica.

### Flamengo
Everton vendte hjem til Brasilien i juli 2022, dan han skiftede til Flamengo.

## Landsholdskarriere
Everton gjorde sin debut for det brasilianske landshold den 8. september 2018. Han var del af Brasiliens trupper til Copa América i 2019 og 2021.

## Titler
Grêmio
- Copa do Brasil: 1 (2016)
- Copa Libertadores: 1 (2017)
- Recopa Sudamericana: 1 (2018)
- Campeonato Gaúcho: 3 (2018, 2019, 2020)

Brasilien
- Copa América: 1 (2019)

Individuelle
- Bola de Prata: 1 (2018)
- Copa América Gyldne støvle: 1 (2019)
- Copa América Turneringens hold: 1 (2019)